# Aire-sur-l'Adour
Aire-sur-l'Adour je naselje in občina v jugozahodnem francoskem departmaju Landes regije Akvitanije. Leta 2009 je naselje imelo 6.275 prebivalcev.

## Geografija
Kraj leži v pokrajini Gaskonji ob reki Adour, 30 km jugovzhodno od Mont-de-Marsana, 50 km severno od Pauja in 150 km južno od Bordeauxa.

## Uprava
Aire-sur-l'Adour je sedež istoimenskega kantona, v katerega so poleg njegove vključene še občine Bahus-Soubiran, Buanes, Classun, Duhort-Bachen, Eugénie-les-Bains, Latrille, Renung, Saint-Agnet, Saint-Loubouer, Sarron in Vielle-Tursan z 9.941 prebivalci (v letu 2009).
Kanton Aire-sur-l'Adour je sestavni del okrožja Mont-de-Marsan.

## Zgodovina
Ime kraja izvira iz baskovskega imena reke Adour - Aturri, v latinizirani obliki Atura. S tem imenom je bil poznan na ozemlju Pagus aturensis (sedanji Tursan), na katerem so prebivali akvitanski Tarusati, predrimski oppidum. V času romanizacije pred letom 56 pr. n. št. se je njihovo središče preimenovalo v Vicus Julii.
Konec 5. stoletja je Vicus Julii pod Alarikom II. postal rezidenca vizigotskih kraljev. Leta 506 je bil v njem izdan tim. Breviarium Alaricianum oz. Lex Romana Visigothorum, zbirka rimskega prava, ki se je nanašala ne na vizigotske plemiče, ki so imeli svojo lastno zakonodajo, ki jo je sprejel še njegov oče Euric, pač pa na hispano-romansko in galo-romansko prebivalstvo, ki je živelo na ozemlju kraljestva, ter na kristjane.

## Zanimivosti
- nekdanja romansko-gotska katedrala sv. Janeza Krstnika iz 11. stoletja, sedež škofije Aire, ustanovljene v 4. stoletju, ukinjene leta 1802, ko je njeno ozemlje prešlo pod škofijo Bayonne, od leta 1823 pod škofijo Aire in Dax s sedežem v Daxu,
- gotska cerkev sv. Kviterije, legendarne princese iz Iberskega polotoka, iz 11. do 14. stoletja, vmesna romarska postaja v Santiago de Compostelo. Kot del Jakobove poti je od leta 1998 na Unescovem seznamu svetovne kulturne dediščine,
- na ozemlju občine se delno nahaja vinogradniško območje, kjer pridelujejo vino s kontroliranim poreklom Côtes-de-saint-mont.

## Promet
Zahodno od kraja, s priključkom nanj, poteka v smeri jug - sever 150 km dolga avtocesta A65, imenovana tudi gaskonjska avtocesta, med Lescarom (Pau) in Langonom (Bordeaux).
- letališče Aérodrome d'Aire-sur-l'Adour, namenjeno turističnim aktivnostim;

## Pobratena mesta
- Castro-Urdiales (Kantabrija, Španija);

## Vir
1. ↑  »Populations légales 2016«. Nacionalni inštitut za statistične in gospodarske raziskave. Pridobljeno 25. aprila 2019.
2. ↑  Predstavitvena plošča na cerkvi sv. Kviterije, Aire-sur-l'Adour